# Le Passage (Lot i Garonna)
Le Passage – miejscowość i gmina we Francji, w regionie Nowa Akwitania, w departamencie Lot i Garonna.
Według danych na rok 2001 gminę zamieszkiwało 10 295 osób, a gęstość zaludnienia wynosiła 689 osób/km² (wśród 2290 gmin Akwitanii Le Passage plasuje się na 43. miejscu pod względem liczby ludności, natomiast pod względem powierzchni na miejscu 885.).

## Miasta partnerskie
- Włoszczowa